# Матяшовські гаї
Матяшовські гаї (Matiašovské háje) — гірський масив в Словаччині; геоморфологічна підодиниця масиву Ліптовська улоговина. Середні висоти — 650 метрів. Найвища точка — 914 метрів (Трновецький гай).. Місце розташування — Жилінський край.
Протікає потік Петрушка.